# Castet (Pyrénées-Atlantiques)
Pour les articles homonymes, voir Castet.
Castet (prononcé [kastɛt] ; en béarnais Castèth) est une commune française, située dans le département des Pyrénées-Atlantiques en région Nouvelle-Aquitaine.

## Géographie

### Localisation
La commune de Castet se trouve dans le département des Pyrénées-Atlantiques, en région Nouvelle-Aquitaine.
Elle se situe à 29 km par la route de Pau, préfecture du département, et à 24 km d'Oloron-Sainte-Marie, sous-préfecture.
Sur le plan historique et culturel, Castet fait partie de la province du Béarn, qui fut également un État et qui présente une unité historique et culturelle à laquelle s’oppose une diversité frappante de paysages au relief tourmenté.

### Communes limitrophes
Les communes les plus proches sont : 
Louvie-Juzon (2,0 km), Bielle (2,0 km), Izeste (2,6 km), Bilhères (2,8 km), Sainte-Colome (3,9 km), Arudy (4,2 km), Sévignacq-Meyracq (4,9 km), Gère-Bélesten (5,0 km).
| Bielle    |        | Louvie-Juzon    |
|           | Castet |                 |
| Aste-Béon |        | Louvie-Soubiron |

### Paysages

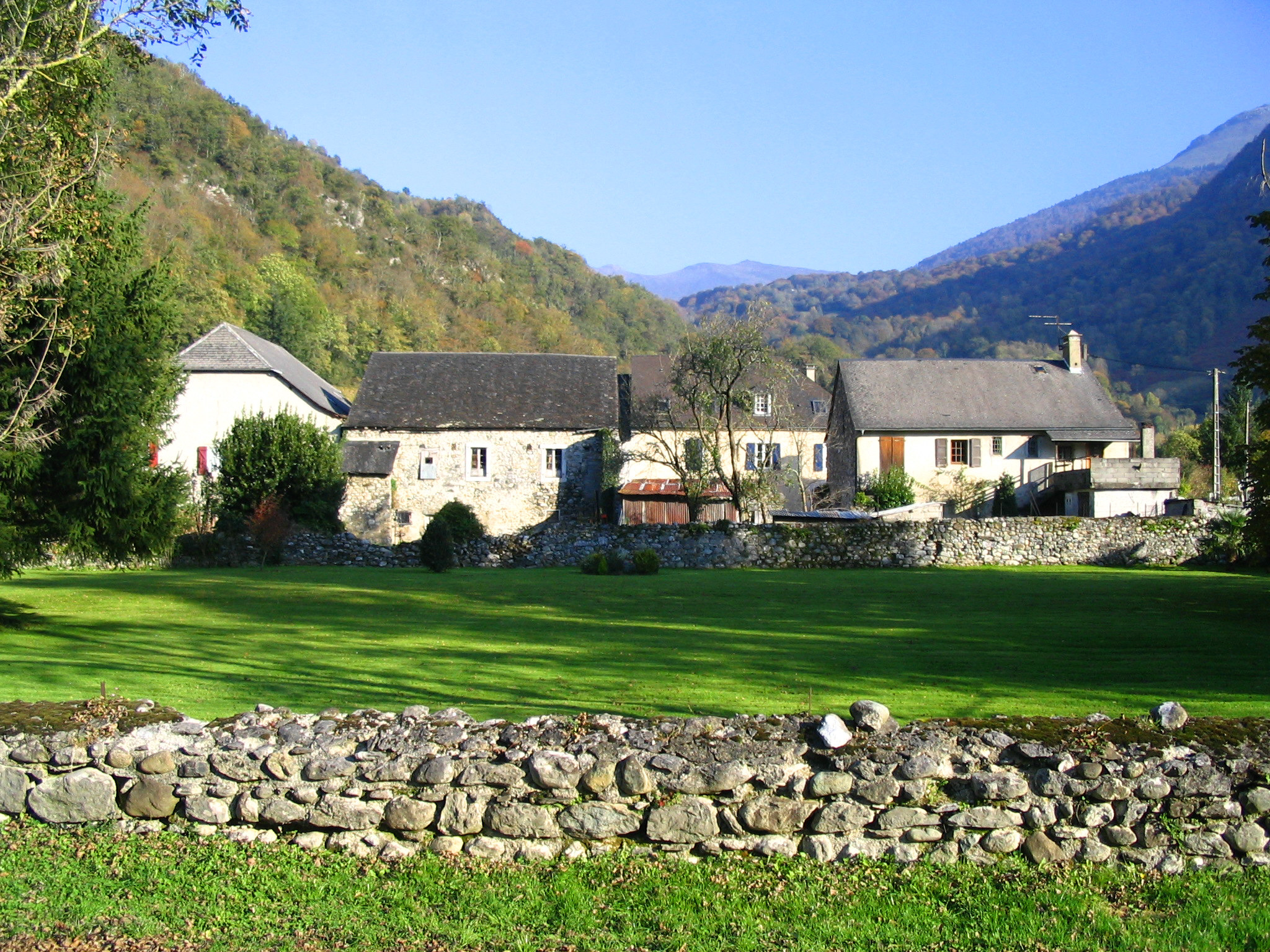
Village de Castet.
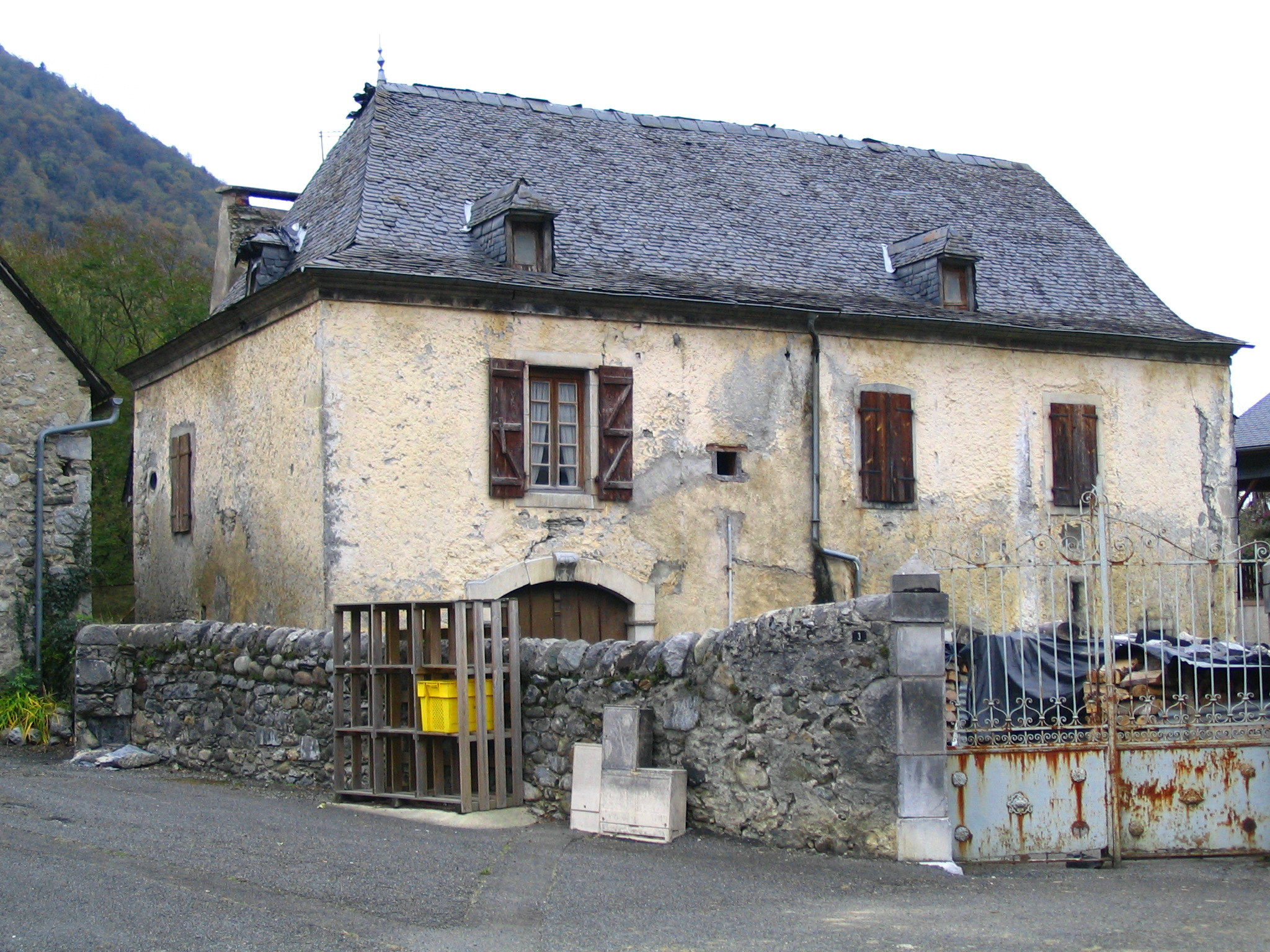
Une maison du village de Castet.
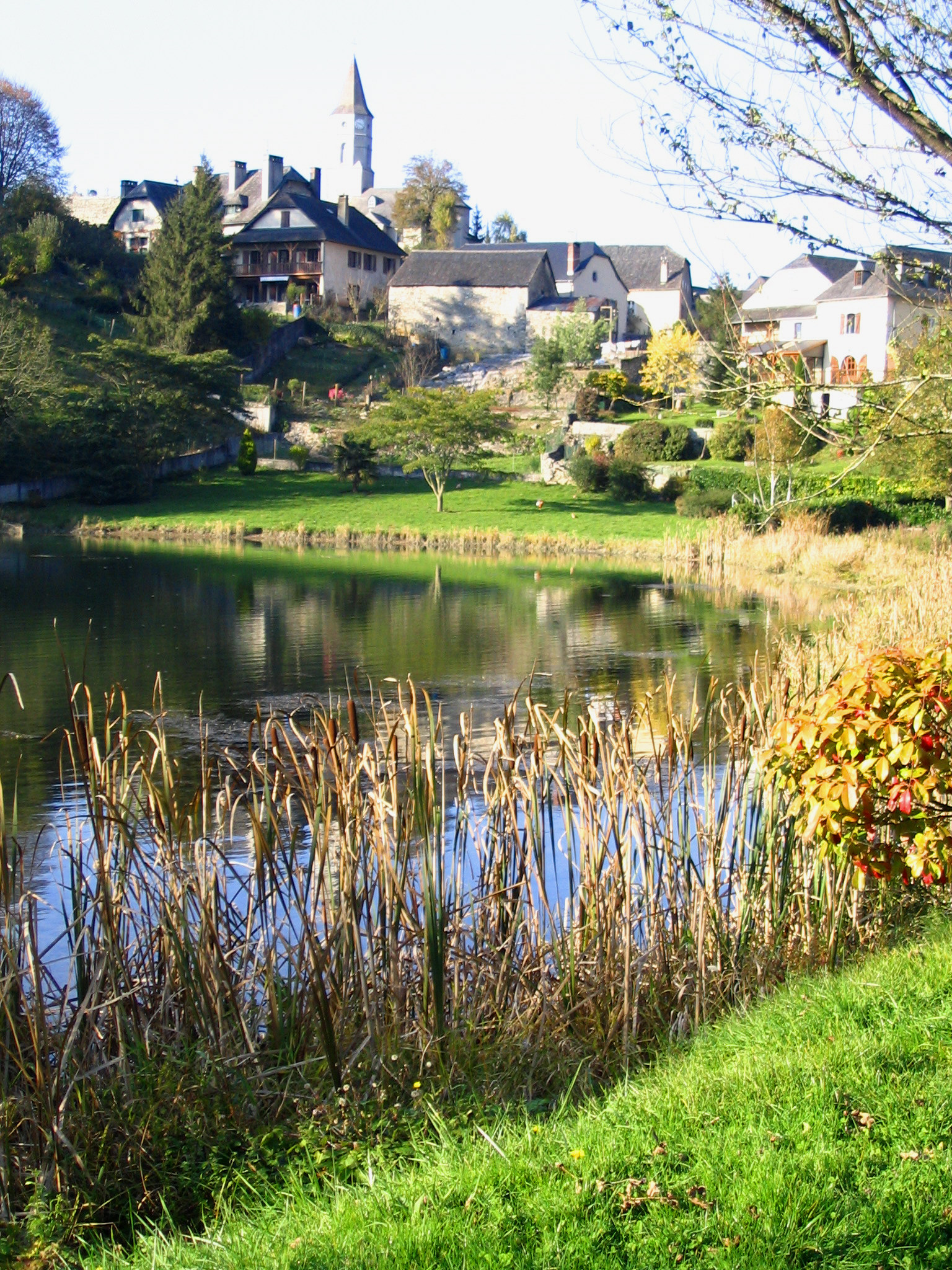
Le village et son église vus depuis la digue nord.

Castet est situé en vallée d'Ossau sur la rive est d'un lac de barrage établi sur le gave d'Ossau.
Le Port de Castet se situe à une atltitude de 800 m et donne accès au Moule de Jaoüt qui se trouve sur le territoire des communes d'Aste-Béon, Louvie Juzon, et Louvie Soubiron. Cet espace pastoral, situé en face du Bénou, est adapté aux balades familiales.

### Hydrographie
La commune est drainée par le gave d'Oloron, un bras du gave d'Ossau, gave d'Ossau, la Pomme, le lalau, le ruisseau Lartigau, et par divers petits cours d'eau, constituant un réseau hydrographique de 18 km de longueur totale,.
Le gave d'Oloron, d'une longueur totale de 148,8 km, prend sa source dans la commune de Laruns et s'écoule vers le nord-ouest. Il traverse la commune et se jette dans le gave de Pau à Sorde-l'Abbaye, après avoir traversé 64 communes.
Le lac de Castet a pris la place d'un marécage lors de la construction du barrage. Il est peuplé de truites fario, de vairons, d'anguilles et de gardons. Un espace muséographique lui est consacré par la commune de Laruns.

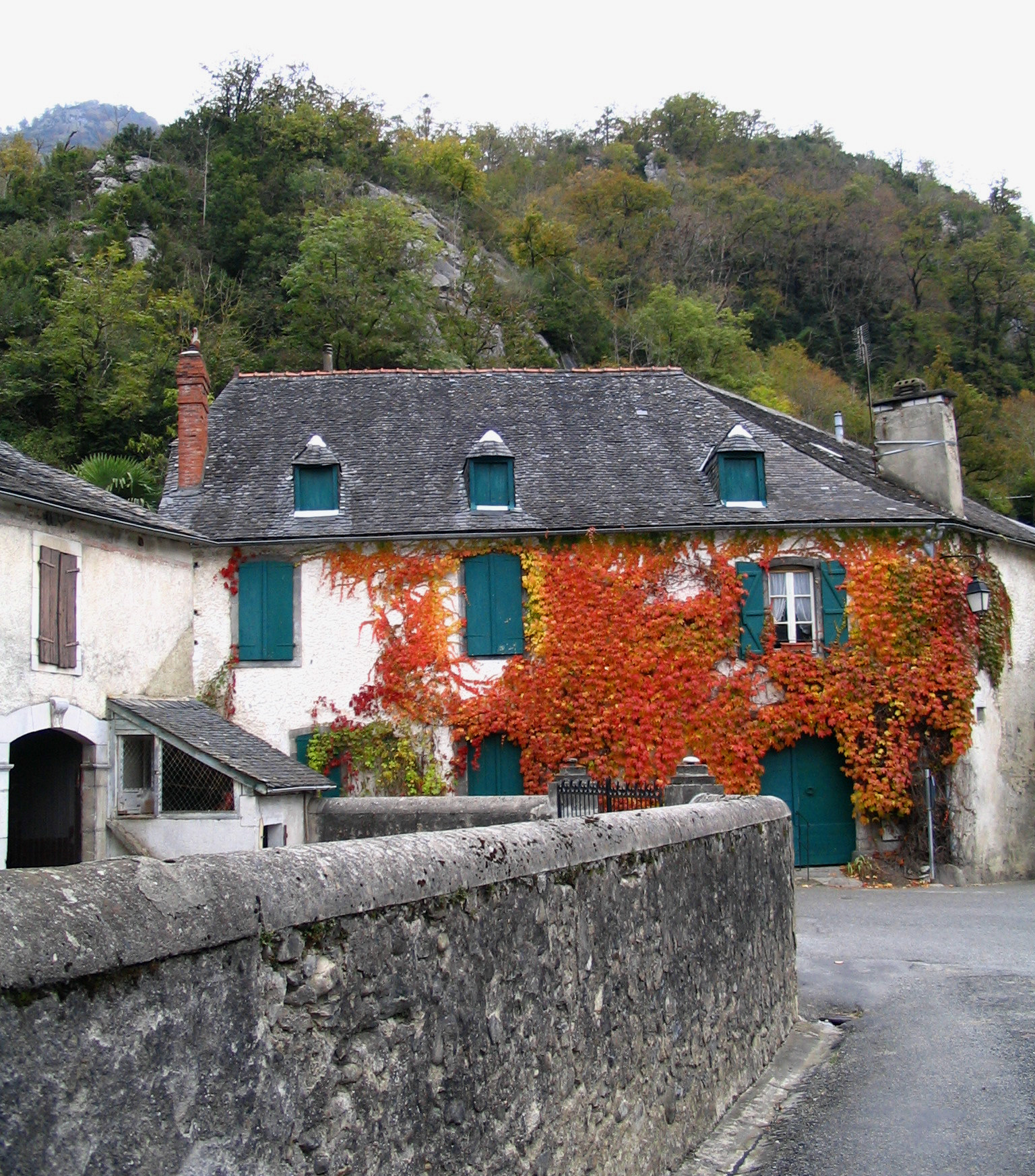
Maisons du village de Castet.
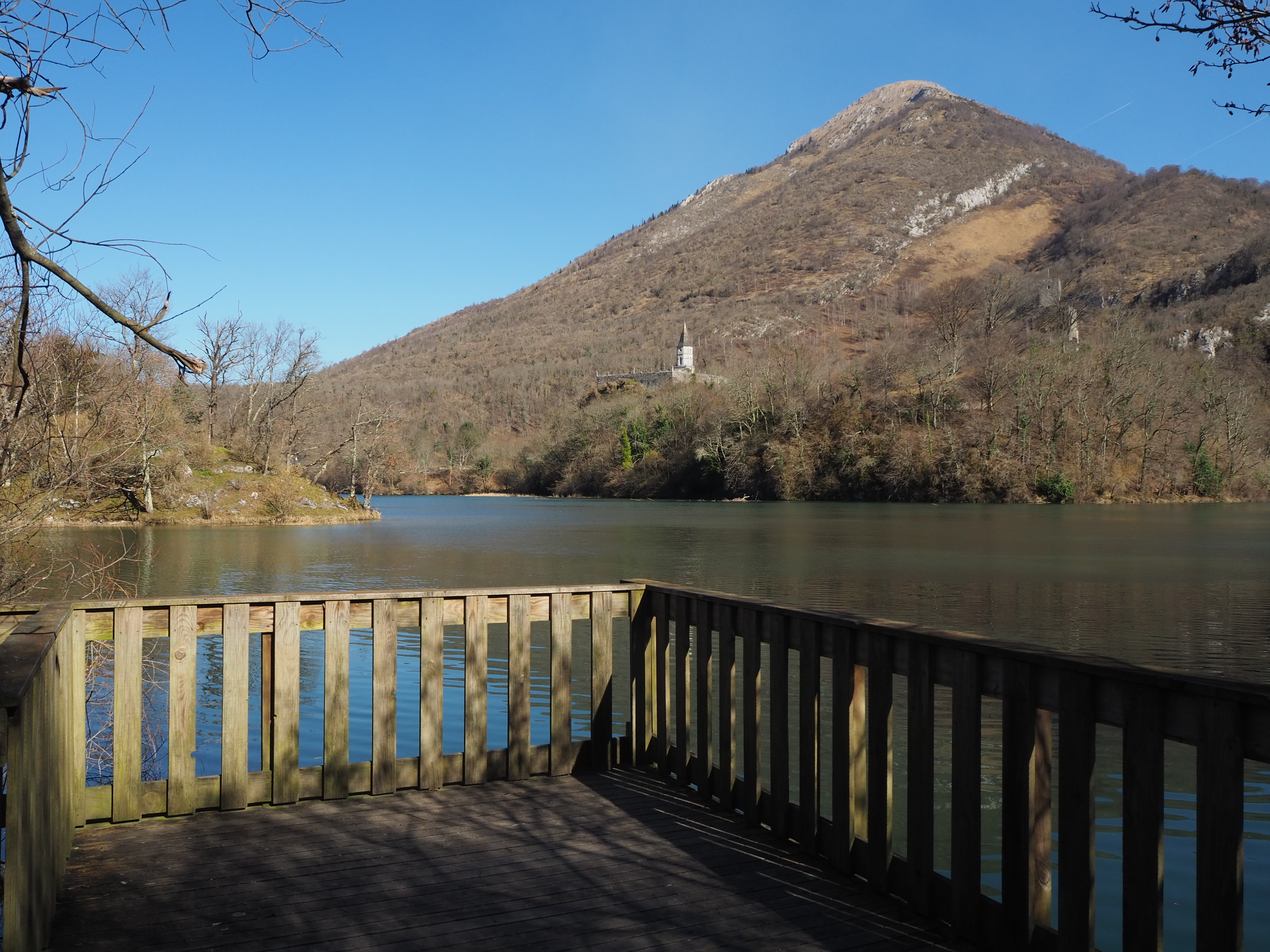
Le lac de Castet
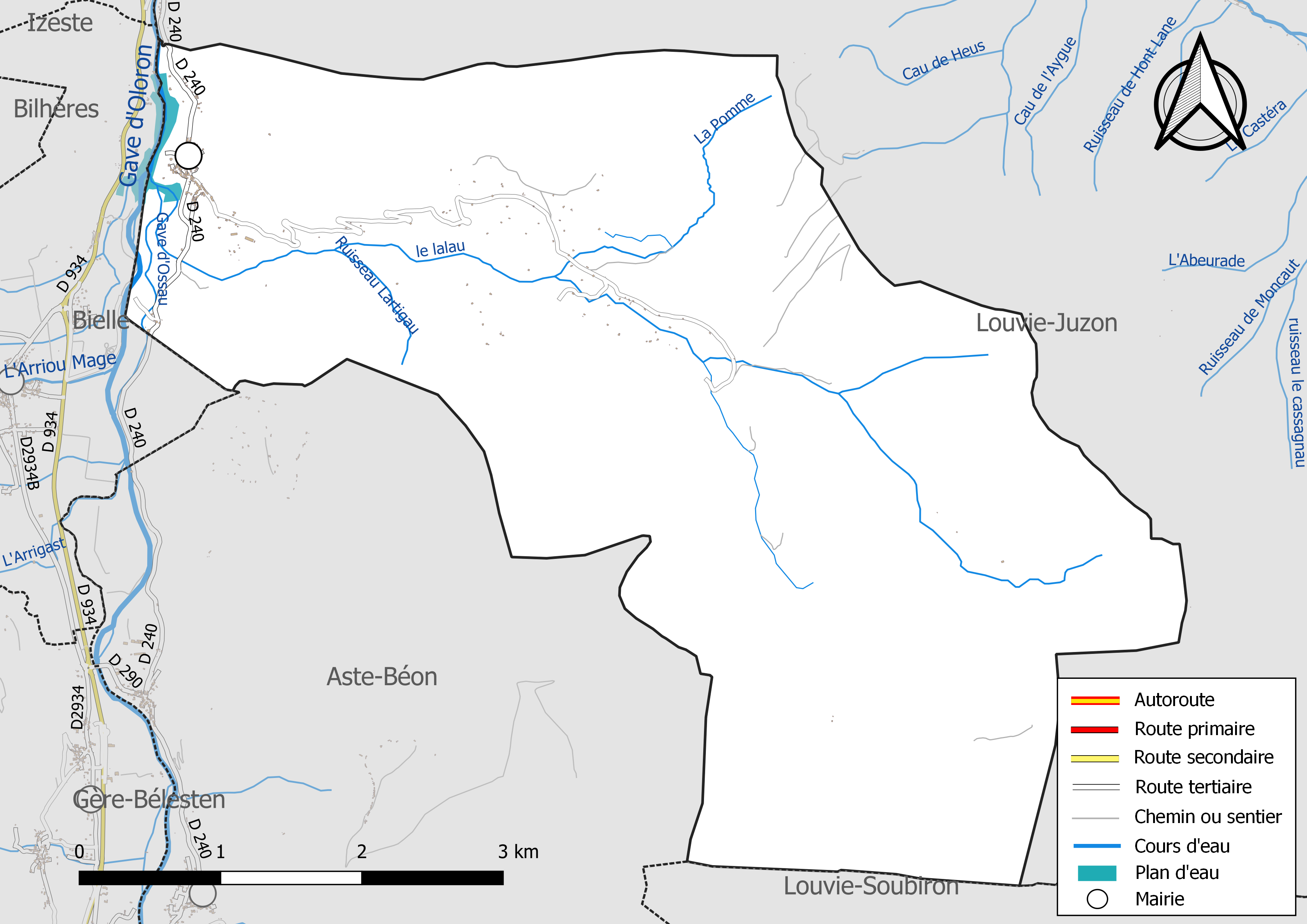
Réseaux hydrographique et routier de Castet

### Climat
Pour des articles plus généraux, voir Climat de la Nouvelle-Aquitaine et Climat des Pyrénées-Atlantiques.
Historiquement, la commune est exposée à un climat de montagne.  
En 2020, Météo-France publie une typologie des climats de la France métropolitaine dans laquelle la commune est toujours exposée à un climat de montagne et est dans la région climatique Pyrénées atlantiques, caractérisée par une pluviométrie élevée (>1 200 mm/an) en toutes saisons, des hivers très doux (7,5 °C en plaine) et des vents faibles.
Pour la période 1971-2000, la température annuelle moyenne est de 12,4 °C, avec une amplitude thermique annuelle de 13,8 °C. Le cumul annuel moyen de précipitations est de 1 538 mm, avec 12,6 jours de précipitations en janvier et 10,3 jours en juillet. Pour la période 1991-2020, la température moyenne annuelle observée sur la station météorologique la plus proche, située sur la commune d'Arbéost à 13,28 km à vol d'oiseau, est de 10,2 °C et le cumul annuel moyen de précipitations est de 1 411,1 mm,. Pour l'avenir, les paramètres climatiques de la commune estimés pour 2050 selon différents scénarios d’émission de gaz à effet de serre sont consultables sur un site dédié publié par Météo-France en novembre 2022.

### Milieux naturels et biodiversité

#### Espaces protégés
La protection réglementaire est le mode d’intervention le plus fort pour préserver des espaces naturels remarquables et leur biodiversité associée,.
Dans ce cadre, la commune fait partie de la zone cœur et de l'aire d'adhésion du Parc National des Pyrénées. Créé en 1967 et d'une superficie de 45 806 ha, ce parc abrite une faune riche et spécifique particulièrement intéressante : importantes populations d’isards, colonies de marmottes réimplantées avec succès, grands rapaces tels le Gypaète barbu, le Vautour fauve, le Percnoptère d’Égypte ou l’Aigle royal, le Grand tétras et le discret Desman des Pyrénées qui constitue l’exemple type de ce précieux patrimoine confié au Parc national et aussi l'Ours des Pyrénées,.

#### Réseau Natura 2000
Le réseau Natura 2000 est un réseau écologique européen de sites naturels d'intérêt écologique élaboré à partir des Directives « Habitats » et « Oiseaux », constitué de zones spéciales de conservation (ZSC) et de zones de protection spéciale (ZPS).
Deux sites Natura 2000 ont été définis sur la commune au titre de la « directive Habitats », : 
- « le gave d'Ossau », d'une superficie de 2 300 ha, un vaste réseau de torrents d'altitude et de cours d'eau de coteaux à très bonne qualité des eaux[22] ;
- le « massif du Moulle de Jaout », d'une superficie de 16 350 ha, abritant en particulier six espèces rares, menacées à l’échelle mondiale. Certaines de ces espèces comme le Géranium de Bilhère ne se rencontrent qu’en Haut Béarn. D’autres, comme la Bartsie en épi (Northobartsia spicata), qui ne se rencontre en Béarn que sur le massif de Jaout, lui confèrent toute son originalité), qui ne se rencontre en Béarn que sur le massif de Jaout, lui confèrent toute son originalité[23] ;

et une au titre de la « directive Oiseaux », : 
- les « pènes du Moulle de Jaout », d'une superficie de 4 399 ha, un vaste ensemble montagneux comprenant des falaises exposées à l'Ouest, caractérisée par des habitats ouverts, forestiers et rupestres pyrénéens typiques favorisant la présence d'espèces ornithologiques majeures[24].

#### Zones naturelles d'intérêt écologique, faunistique et floristique
L’inventaire des zones naturelles d'intérêt écologique, faunistique et floristique (ZNIEFF) a pour objectif de réaliser une couverture des zones les plus intéressantes sur le plan écologique, essentiellement dans la perspective d’améliorer la connaissance du patrimoine naturel national et de fournir aux différents décideurs un outil d’aide à la prise en compte de l’environnement dans l’aménagement du territoire.
Cinq ZNIEFF de type 1 sont recensées sur la commune, : 
- les « Penes de Béon et de Castet-Bielle » (145,02 ha), couvrant 3 communes du département[26] ;
- le « pic de Males Ores » (1 075,55 ha), couvrant 3 communes du département[27] ;
- le « pic du Moulle de Jaut » (426,46 ha), couvrant 3 communes du département[28] ;
- le « réseau hydrographique du gave d'ossau à l'amont d'arudy et ses rives » (586,79 ha), couvrant 12 communes du département[29] ;
- les « tourbières du port de Castet » (34,35 ha)[30] ;

et deux ZNIEFF de type 2,, : 
- le « réseau hydrographique du gave d'Oloron et de ses affluents » (6 885,32 ha), couvrant 114 communes dont 2 dans les Landes et 112 dans les Pyrénées-Atlantiques[31] ;
- la « vallée d'Ossau » (43 624,41 ha), couvrant 13 communes du département[32].

## Urbanisme

### Typologie
Au 1er janvier 2024, Castet est catégorisée commune rurale à habitat dispersé, selon la nouvelle grille communale de densité à sept niveaux définie par l'Insee en 2022.
Elle est située hors unité urbaine et hors attraction des villes,.

### Occupation des sols

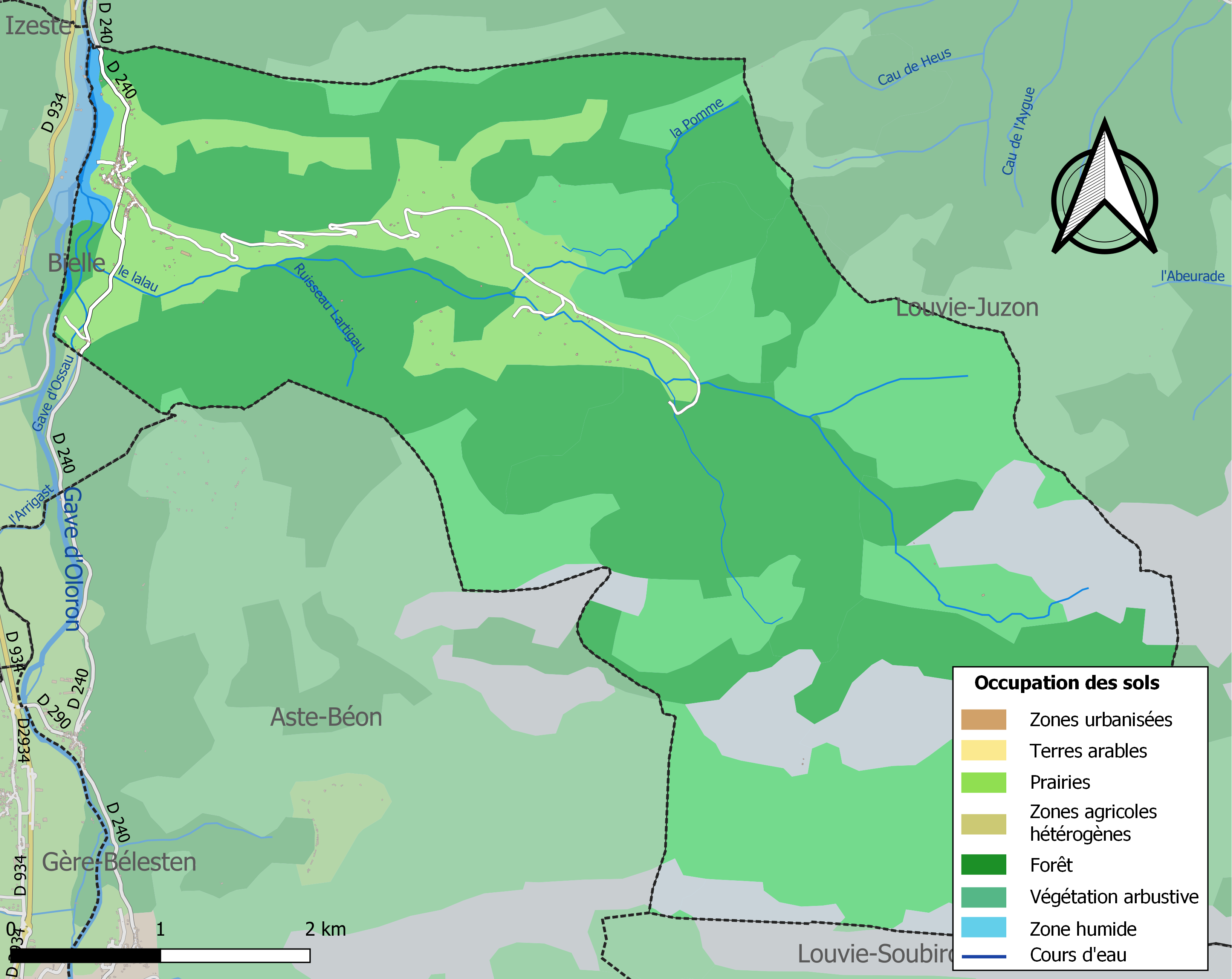
Carte des infrastructures et de l'occupation des sols de la commune en 2018 (CLC).

L'occupation des sols de la commune, telle qu'elle ressort de la base de données européenne d’occupation biophysique des sols Corine Land Cover (CLC), est marquée par l'importance des forêts et milieux semi-naturels (87,1 % en 2018), une proportion sensiblement équivalente à celle de 1990 (87,2 %). La répartition détaillée en 2018 est la suivante : 
forêts (46,1 %), milieux à végétation arbustive et/ou herbacée (30,3 %), prairies (12,4 %), espaces ouverts, sans ou avec peu de végétation (10,7 %), eaux continentales (0,5 %). L'évolution de l’occupation des sols de la commune et de ses infrastructures peut être observée sur les différentes représentations cartographiques du territoire : la carte de Cassini (XVIIIe siècle), la carte d'état-major (1820-1866) et les cartes ou photos aériennes de l'IGN pour la période actuelle (1950 à aujourd'hui).

### Lieux-dits et hameaux
- Lacampagne de Haut
- la Montagne
- la Montagne de Louste
- Village

Le Port de Castet, situé à l'est et à 800 mètres d'altitude est un hameau de granges pastorales. De belles randonnées y sont possibles en direction de Jaüt.
Castet possède en propre les montagnes dites de Louste et de Gabardères en haute vallée d'Ossau. Par ailleurs Castet est en indivision dans le Syndicat du Bas-Ossau qui gère les hautes montagnes d'Anouilhas, d'Arrius et d'Anëou.

### Risques majeurs
Le territoire de la commune de Castet est vulnérable à différents aléas naturels : météorologiques (tempête, orage, neige, grand froid, canicule ou sécheresse), inondations, feux de forêts, mouvements de terrains, avalanche  et séisme (sismicité moyenne). Il est également exposé à un risque technologique, la rupture d'un barrage. Un site publié par le BRGM permet d'évaluer simplement et rapidement les risques d'un bien localisé soit par son adresse soit par le numéro de sa parcelle.

#### Risques naturels
Certaines parties du territoire communal sont susceptibles d’être affectées par le risque d’inondation par une crue torrentielle ou à montée rapide de cours d'eau, notamment le gave d'Oloron. La commune a été reconnue en état de catastrophe naturelle au titre des dommages causés par les inondations et coulées de boue survenues en 1982, 1987, 1997, 2007 et 2009,.
Castet est exposée au risque de feu de forêt. En 2020, le premier plan de protection des forêts contre les incendies (PDPFCI) a été adopté pour la période 2020-2030. La réglementation des usages du feu à l’air libre et les obligations légales de débroussaillement dans le département des Pyrénées-Atlantiques font l'objet d'une consultation de public ouverte du 16 septembre au 7 octobre 2022,.
Les mouvements de terrains susceptibles de se produire sur la commune sont des mouvements de sols liés à la présence d'argile et des affaissements et effondrements liés aux cavités souterraines (hors mines). Afin de mieux appréhender le risque d’affaissement de terrain, un inventaire national permet de localiser les éventuelles cavités souterraines sur la commune.

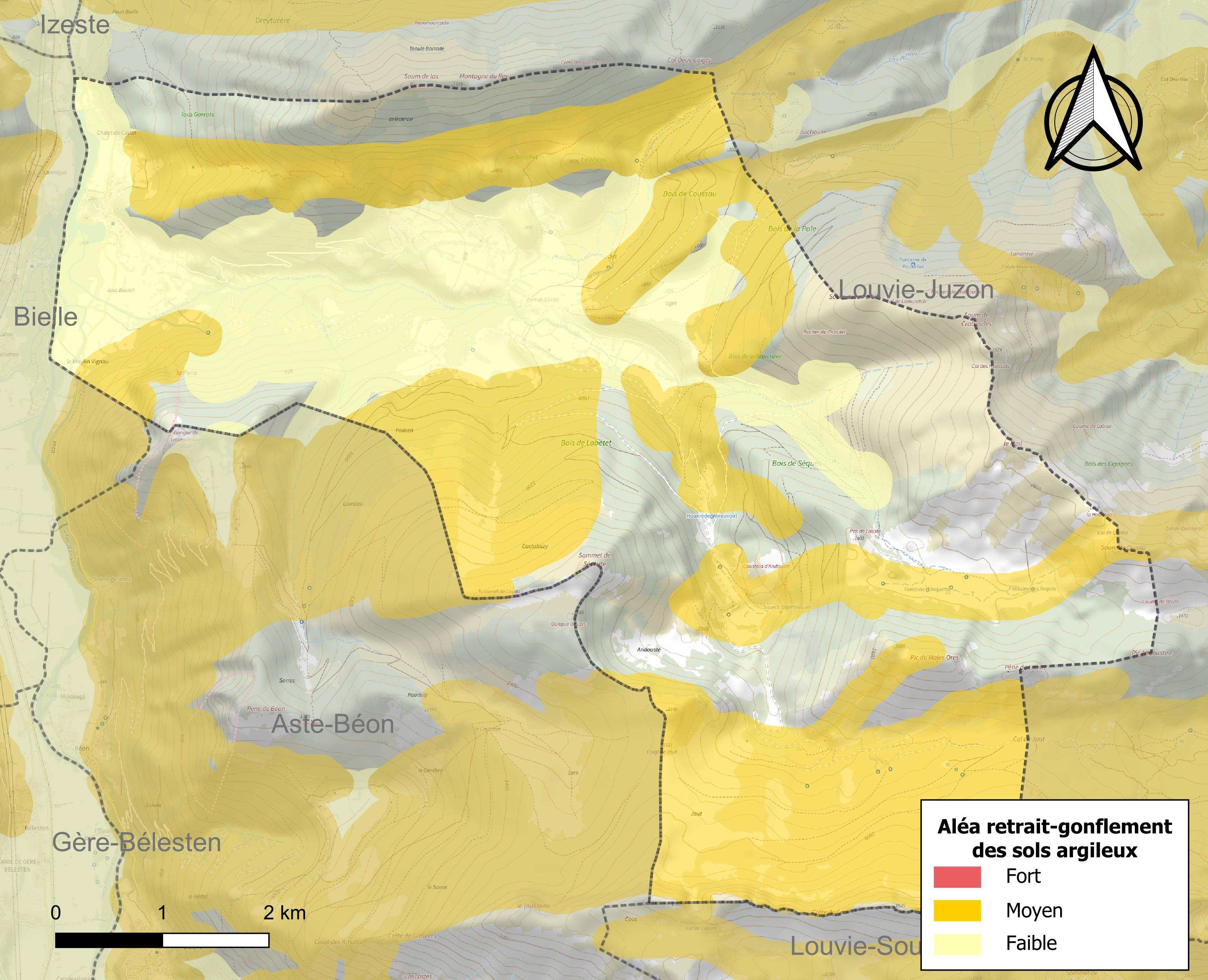
Carte des zones d'aléa retrait-gonflement des sols argileux de Castet.

Le retrait-gonflement des sols argileux est susceptible d'engendrer des dommages importants aux bâtiments en cas d’alternance de périodes de sécheresse et de pluie. 44,6 % de la superficie communale est en aléa moyen ou fort (59 % au niveau départemental et 48,5 % au niveau national). Depuis le 1er octobre 2020, en application de la loi ELAN, différentes contraintes s'imposent aux vendeurs, maîtres d'ouvrages ou constructeurs de biens situés dans une zone classée en aléa moyen ou fort,.
La commune est exposée aux risques d'avalanche. Les habitants exposés à ce risque doivent se renseigner, en mairie, de l’existence d’un plan de prévention des risques avalanches (PPRA). Le cas échéant, identifier les mesures applicables à l'habitation, identifier, au sein de l'habitation, la pièce avec la façade la moins exposée à l’aléa pouvant faire office, au besoin, de zone de confinement et équiper cette pièce avec un kit de situation d’urgence,.

#### Risque technologique
La commune est en outre située en aval de barrages de classe A. À ce titre elle est susceptible d’être touchée par l’onde de submersion consécutive à la rupture de cet ouvrage.

## Toponymie
Le toponyme Castet apparaît sous sa forme actuelle dès 1096 et sous les formes 
Castellum (1154, titres de Barcelone),
Castetgelos (XIe – XIVe siècle, Anciens Fors),
Casteg (1385, censier de Béarn) et 
Sent Policarpe de Casteig (1621, insinuations du diocèse d'Oloron).

Castet tient son nom du château de Castet-Gélos, érigé sur le territoire de la commune.

## Histoire
Paul Raymond note que la commune comptait une abbaye laïque, vassale de la vicomté de Béarn.

En 1385, Castet comptait 45 feux et dépendait du bailliage d'Ossau.

## Politique et administration
| Période                                  | Période  | Identité        | Étiquette | Qualité |
| ---------------------------------------- | -------- | --------------- | --------- | ------- |
| Les données manquantes sont à compléter. |          |                 |           |         |
| 1989                                     | 2001     | Guy Moravie     |           |         |
| 2001                                     | 2014     | Robert Daguerre |           |         |
| 2014                                     | 2020     | Francis Doux    |           |         |
| 2020                                     | 2023     | Cathy Gantch    |           |         |
| 2023                                     | En cours | Robert Daguerre |           |         |

### Intercommunalité
La commune fait partie de trois structures intercommunales :
- la communauté de communes de la Vallée d'Ossau ;
- le syndicat d'électrification du Bas-Ossau ;
- le syndicat de la perception d'Arudy.

La commune fait partie du Pays d'Oloron et du Haut-Béarn.

## Population et société

### Démographie
L'évolution du nombre d'habitants est connue à travers les recensements de la population effectués dans la commune depuis 1793. Pour les communes de moins de 10 000 habitants, une enquête de recensement portant sur toute la population est réalisée tous les cinq ans, les populations de référence des années intermédiaires étant quant à elles estimées par interpolation ou extrapolation. Pour la commune, le premier recensement exhaustif entrant dans le cadre du nouveau dispositif a été réalisé en 2007.

En 2022, la commune comptait 141 habitants, en évolution de −10,76 % par rapport à 2016 (Pyrénées-Atlantiques : +3,78 %, France hors Mayotte : +2,11 %).
| 1793 | 1800 | 1806 | 1821 | 1831 | 1836 | 1841 | 1846 | 1851 |
| ---- | ---- | ---- | ---- | ---- | ---- | ---- | ---- | ---- |
| 335  | 278  | 335  | 381  | 438  | 428  | 411  | 434  | 429  |

| 1856 | 1861 | 1866 | 1872 | 1876 | 1881 | 1886 | 1891 | 1896 |
| ---- | ---- | ---- | ---- | ---- | ---- | ---- | ---- | ---- |
| 410  | 395  | 387  | 405  | 395  | 413  | 405  | 363  | 351  |

| 1901 | 1906 | 1911 | 1921 | 1926 | 1931 | 1936 | 1946 | 1954 |
| ---- | ---- | ---- | ---- | ---- | ---- | ---- | ---- | ---- |
| 358  | 365  | 362  | 302  | 295  | 288  | 283  | 254  | 263  |

| 1962 | 1968 | 1975 | 1982 | 1990 | 1999 | 2006 | 2007 | 2012 |
| ---- | ---- | ---- | ---- | ---- | ---- | ---- | ---- | ---- |
| 255  | 241  | 189  | 189  | 157  | 155  | 159  | 159  | 158  |

| 2017 | 2022 | - | - | - | - | - | - | - |
| ---- | ---- | - | - | - | - | - | - | - |
| 157  | 141  | - | - | - | - | - | - | - |

## Économie
L'économie de la commune est essentiellement orientée vers l'agriculture et l'élevage. La commune fait partie de la zone d'appellation de l'ossau-iraty.
Construit sur le gave d'Ossau un barrage alimente une centrale hydroélectrique de basse chute (4 m), d'une puissance de 1800 kW, propriété de Suez (ex : Shem) et datant de 1957.
La pureté des eaux du gave d'Ossau a permis le développement de la pisciculture.

## Culture locale et patrimoine

### Patrimoine civil

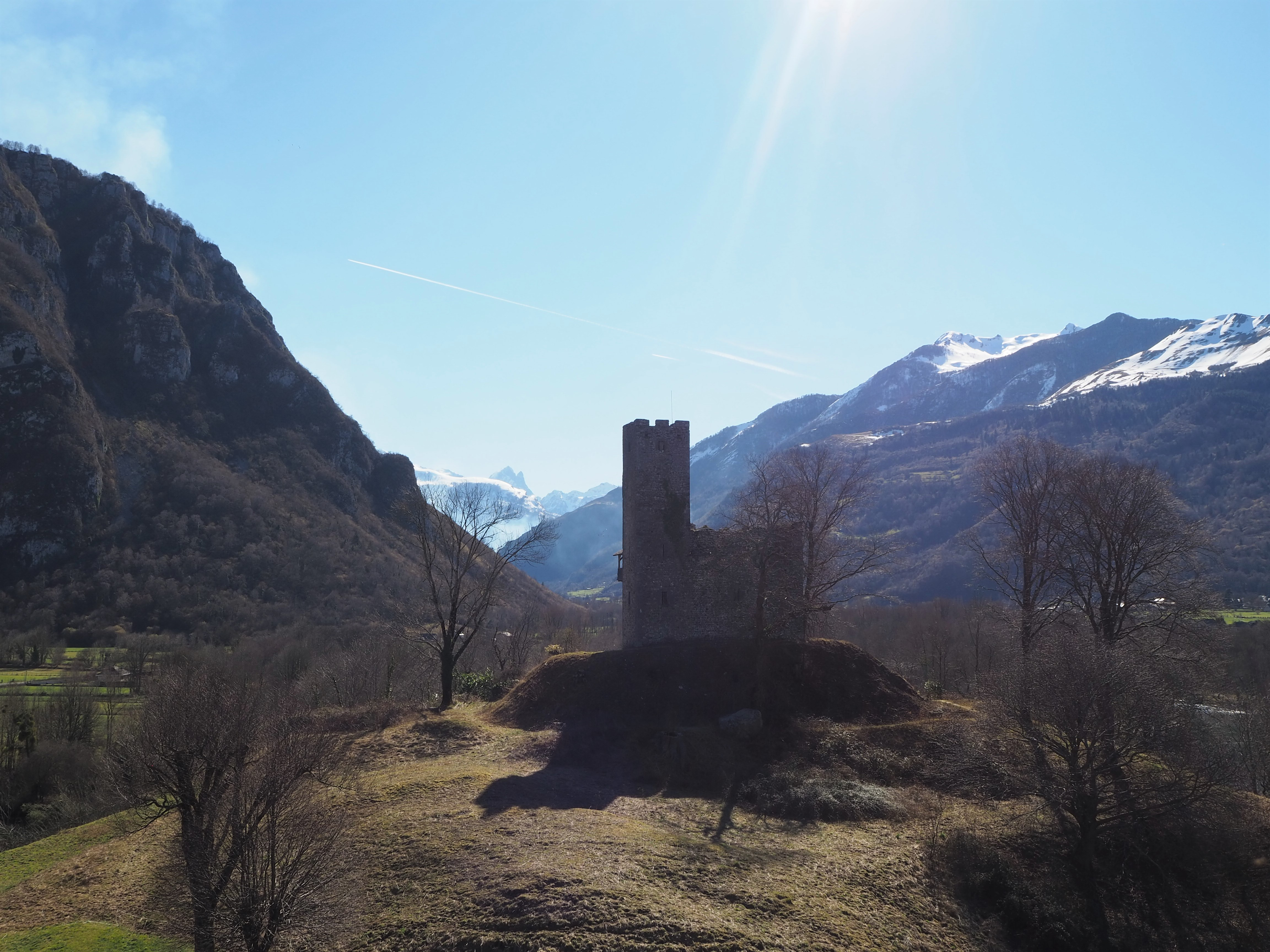
Le château de Castet-Gélos.

- Château de Castet-Gélos, dit tour Abadie, des XIIe et XIIIe siècles, ayant appartenu aux vicomtes d'Oloron.

### Patrimoine religieux
- L'église Saint-Polycarpe domine le village du haut de l'un des deux promontoires rocheux abandonnés par le glacier au milieu de la vallée. Elle date du XIe siècle, fut remaniée aux XVe et XVIe siècles, et achevée vers 1861 (rehaussage du clocher). Les vitraux datent de la fin du XIXe siècle.

L'église a bénéficié d'une importante campagne de restauration en 2001 avec la reprise des fresques et décors muraux et un monumental pilier-bénitier en marbre gris d'Arudy.
|  |  |  |  |

- Église Sainte-Catherine datant du milieu du Moyen Âge, remaniée au XVe siècle et restaurée au XIXe siècle.

## Équipements
La commune dispose d'un fronton à l'arrière du village.

## Personnalités liées à la commune
Raymond Casau est né le 22 février 1881 dans une maison près de la mairie actuelle. Il achète le moulin de Castet, dit moulin de Vignau. Il le cède à sa famille et finit sa vie à Bielle. Surnommé « le Roi des Vaillants », il acquit une renommée internationale en lutte. Il livra plus de mille combats de Moscou aux États-Unis. Il mourut le 24 novembre 1923 à 42 ans,.

## Pour approfondir